# 伊藤謙二
伊藤 謙二（いとう けんじ、1889年6月5日 - 1970年1月27日）は、日本の銀行家。第9代日本興業銀行総裁や、初代復興金融金庫理事長を務めた。

## 人物・経歴
新潟県北魚沼郡小出町（のちの魚沼市）出身。1915年東京高等商業学校（現一橋大学）卒業。日本興業銀行入行後、証券課長や大阪支店長、副総裁等を歴任した。日本の降伏後、1946年に第9代総裁に昇格すると、復興金融部の創設を行い復興特別融資を開始した。1947年には復興金融金庫の初代理事長に就任し、戦後復興期の日本再建にあたった。1949年日遭製鋼会長。